# Gnathocerus cornutus
Gnathocerus cornutus är en skalbaggsart som först beskrevs av Fabricius 1798.  Gnathocerus cornutus ingår i släktet Gnathocerus och familjen svartbaggar. Arten är reproducerande i Sverige. Inga underarter finns listade i Catalogue of Life.